# Schlichtenberger Wald
Der Schlichtenberger Wald ist ein gemeindefreies Gebiet im niederbayerischen Landkreis Freyung-Grafenau in Bayern.

## Geographie
Der 17,80 km² große Staatsforst grenzt es an den Annathaler Wald, Philippsreut, Leopoldsreuter Wald, Graineter Wald, Hinterschmiding und Mauth. In dem Gebiet liegen sechs Enklaven. Zwei gehören zu Hinterschmiding, eine zu Mauth, zwei zu Philippsreut und eins zu Haidmühle.
Das Gebiet ist Bestandteil des Naturparks Bayerischer Wald und des Landschaftsschutzgebietes LSG Bayerischer Wald.